# Georg Vischer (Maler)

Dürer-Vischer-Vergleich, Geißelung Christi

Georg Vischer (* vor 1595 in Riedlingen; † nach 1637 in München) war ein deutscher Maler und Hofmaler von Maximilian I. in München.
Mit seinen Kopien und zeitgemäßen Interpretationen der Werke von Dürer gehört er (neben Hans Hoffmann u. a.) zu jener Gruppe, welche die Kunsthistoriker heute unter dem Begriff der „Dürer-Renaissance“ zusammenfassen und sich im Zeitraum von ca. 1575 bis 1650 manifestierten.

## Leben
Seine Vita ist in der Literatur schwer zu fassen, zumal er oft mit dem gleichzeitig aktiven Maler Johann Georg Vischer (1580–1643) aus Augsburg verwechselt wird.
Die erste nachweisliche Arbeit von Vischer ist eine datierte Zeichnung aus dem Jahr 1613 nach Bartholomäus Spranger, welche er in München als Schüler angefertigt hat. Seine Meistertitel bekam er 1621 in München.
Seine Position als Hofmaler des Herzogs Maximilian I. von Bayern ist jedenfalls auch mit 1621 gesichert. Maximilian I. war ein bekannter Sammler und Verehrer von Dürer und versuchte mit großen Erfolg seine Sammlung durch Kopien oder durch den Tausch von Kopien gegen die Originale zu erweitern. Der heute so umfangreiche Bestand an Dürer-Werken in der Alten Pinakothek geht wohl auf dieses Handeln zurück. Vischer half dabei die gewünschten Werke herzustellen und hatte dazu als einziger Hofmaler auch Zugang zu den vielen Originalen, wodurch sein außergewöhnliches Können als Kopist und Neuinterpret von Dürer unter anderem zu begründen ist.
Manche seiner Werke sind so vortrefflich, dass sie lange Zeit als Original galten und es wird auch angenommen, dass nach wie vor Werke die noch heute Dürer zugeordnet werden, von ihm stammen.
In seinen Fähigkeiten ist er mit dem Dürer-Kopisten Hans Hoffmann vergleichbar, der in Nürnberg bzw. Prag eine Generation zuvor wirkte. Doch ging Vischer oftmals weiter und erschuf Ölgemälde, welche zuvor nur als Holzschnitt von Dürer bekannt waren, wie es am Beispiel der Geißelung Christi gut nachvollzogen werden kann.

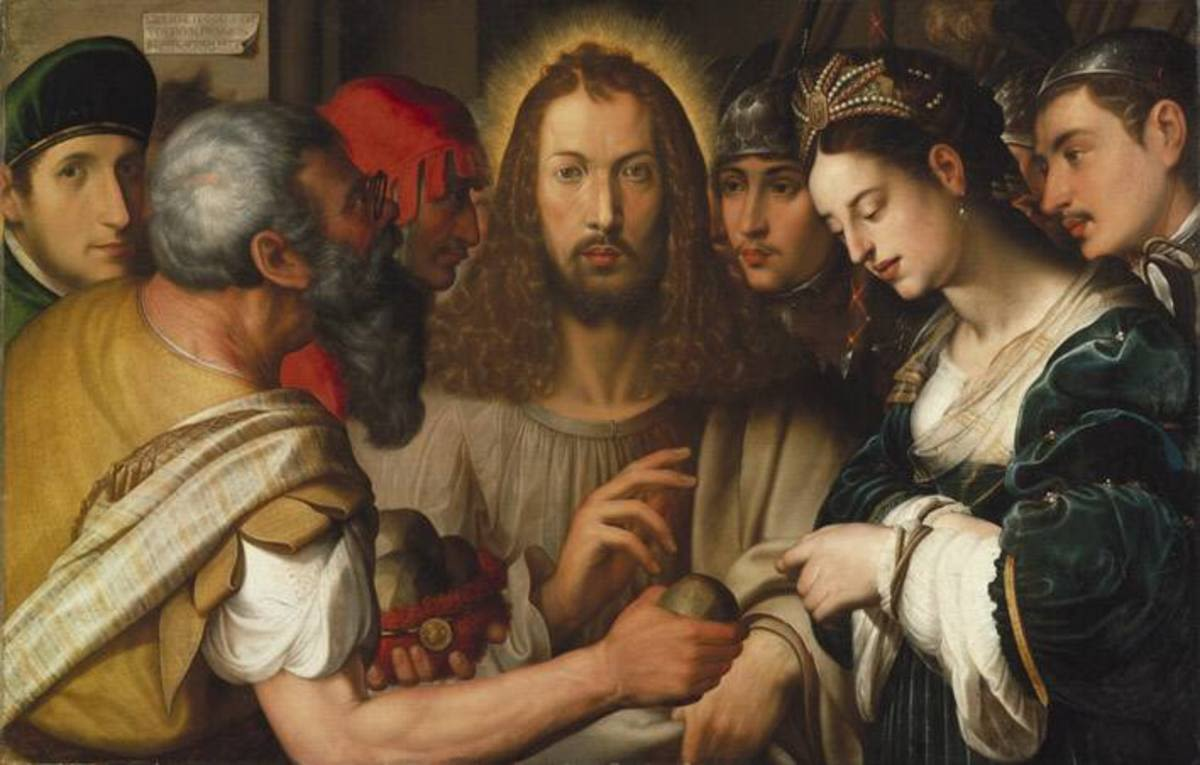
Georg Vischer - Christus und die Ehebrecherin - Alte Pinakothek

In seinem wohl berühmtesten Werk „Christus und die Ehebrecherin“ aus dem Jahr 1637 ging er sogar noch einen Schritt weiter und schuf durch additive Komposition von meisterlichen Vorbildern und der Verwendung des Selbstbildnisses von Dürer aus dem Jahr 1500 für die Figur von Jesus eine gottähnliche Hochstellung des Meisters. In diesem Bild hat sich Vischer dreimal mit einem Selbstporträt aus verschiedenen Perspektiven verewigt.
Vischer erwarb 1629 ein Haus in der Neuhauser Straße in München, welches später mit zwei andern Häusern links und rechts von ihm, dem Bürgersaal Platz machen musste. Dieses Haus erbte sein Sohn Thomas Vischer, der auch Maler war, im Jahr 1637.

## Werke

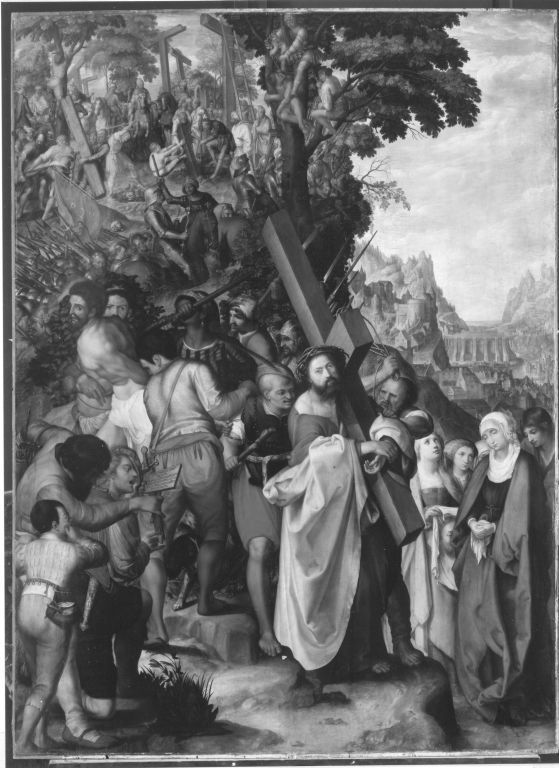
Kreuztragung Christi

- Christus wird dem Volk präsentiert, Zeichnung, MET – Inv.Nr.: 1999.309.[4]
- Ecce homo, Zissska & Lacher, Buch und Kunstauktionshaus, Auktion 71, Lot 3042, 7.–9. November 2018.[5]
- Ecce homo. Staatsgalerie Stuttgart – Inv.Nr.: C 166.
- Kreuztragung Christi. Alte Pinakothek – Inv.Nr.: 635.[6]
- Die Gefangennahme Christi. 1633, Alte Pinakothek – Inv.Nr.: 703.[7]
- Vier Apostel. 1626, Museen der Stadt Nürnberg, Gemälde- und Skulpturensammlung / Albrecht-Dürer-Haus.
- Die Geißelung Christi. Dorotheum, Alte Meister, 17. Oktober 2017 Lot 22 / Privatbesitz Wien.[8]
- Christus und die Ehebrecherin, 1637, Alte Pinakothek – Inv.Nr.: 1411.
- Die zwölf Apostel. Alte Pinakothek – Inv.Nr.: 1412.[9]